# José Calasans
José Calasans Brandão da Silva (Aracaju, 14 de julho de 1915 — Salvador, 28 de maio de 2001) foi um historiador, folclorista, advogado e escritor brasileiro, imortal da cadeira número  28 da Academia de Letras da Bahia e também presidente daquele silogeu entre 1971-1973.  

## Biografia
Filho de Irineu Ferreira da Silva e Noemi Brandão da Silva. Casado com Lúcia Margarida Maciel da Silva.   
Ingressou na Faculdade de Direito da Bahia  em 1933, vindo a se formar em 1937. No ano de seu ingresso na Faculdade teve contato com a doutrina Integralista, de Plínio Salgado, vindo se tornar um membro ativo da Ação Integralista Brasileira (AIB), que era "muito forte" dentro da Faculdade. As atividades de Calasans no movimento integralista transcenderam as fronteiras da Faculdade, tendo ele assumida diversas funções, ao longo do tempo, dentro da seção provincial da organização, como a de membro da Comissão de Imprensa da Bahia, coordenador da Seção Universitária de Estudos, Chefe da Divisão de Coordenação, Legionário Chefe da Terceira Seção do Departamento Técnico Provincial (D.T.P) e Diretor Provincial dos Serviços Eleitorais e Políticos. Sobre o contexto político da década de 1930 na Bahia e da sua adesão ao Integralismo, comentou: 
Em 1933, quando iniciei o meu curso jurídico na Bahia, a mocidade acadêmica estava dividida em dois grupos: autonomistas e juracisistas. Não podia me alistar no primeiro grupo porque era sergipano, sergipano retinto, e assim queria continuar. O autonomismo tinha fumaça de baianidade agressiva. O juracisismo era esteio da ditadura getuliana (primeira fase), que eu repelia. Fui então parar na Ação Integralista Brasileira, primeiro pelo seu sentido nacional. Não era um grupo estadual e no meu modo de ver o sentido de uma organização política de âmbito nacional era muito importante. Por outro lado, o Integralismo se propunha a estudar os problemas brasileiros, inclusive os de caráter histórico. Eu tinha lido Oliveira Vianna e Alberto Torres, cujas conclusões me levaram a pensar num movimento político nacional interessado nos temas gerais do país. Miguel Reale, Gustavo Barroso, Thiers Martins Moreira, Hélio Viana, lideranças integralistas cuidavam da história do Brasil. A Ação Integralista Brasileira foi, para mim, nos seus primeiros tempos, um campo de estudos históricos.— José Calasans Entrevista: Professor José Calasans Brandão da Silva, Cadernos UFS: História, São Cristóvão (UFS), n. 4, p. 7-10, 1997, p. 8.
Tornou-se livre-docente de História do Brasil da Faculdade de Filosofia da UFBA em 1950. Ele, com sua tese de livre-docência “O Ciclo Folclórico do Bom Jesus Conselheiro, Contribuição ao Estudo da Campanha de Canudos”, norteou as pesquisas em torno do tema Canudos até a década de 1990, destacando-se como o grande estudioso do assunto. Nesse período, apresentou uma série de questões que ampliaram o conhecimento histórico da guerra de Canudos e da saga de Antônio Conselheiro. Em outras palavras, uma pluralidade de temas surgiu ao longo de sua obra. 
José Calasans, em 1971, foi agraciado, pela Diretoria do Serviço Militar do Ministério do Exército, com a Medalha Olavo Bilac.
Em março de 1972, ingressou na Escola Superior de Guerra (ESG), onde estudou. Na ESG, José Calasans elaborou uma monografia para concluir o curso, A Educação Moral e Cívica no Ensino do 1º e 2° Graus, versando sobre a defesa da implantação da disciplina Educação Moral e Cívica no currículo das escolas como uma forma de difundir o ideário nacionalista, o sentimento patriótico na sociedade brasileira. Fez sérias críticas ao Governo de João Goulart, período em que o país vivia uma fase de intranquilidade e "indisciplina generalizada", quando "a nação foi atingida pela pregação subversiva". Essa fase foi "contida" e "extirpada" com a "Revolução de Março, querendo fazer retornar o Brasil aos seus verdadeiros caminhos, procurando conter a inflação, tratando de moralizar os costumes políticos (...)". Foi diplomado em 14 de dezembro de 1972, em cerimônia que contou com a participação do Presidente da República, Emílio Garrastazu Médici.
Durante o regime militar, em 1973, foi instalado na Bahia o Diretório Estadual da Liga de Defesa Nacional (LDN), cruzada cívica que teve sua origem na LDN de Olavo Bilac, tendo José Calasans sido eleito o Vice-Presidente deste diretório.
Também foi Professor catedrático de História Moderna e Contemporânea da Faculdade de Filosofia da Bahia. Na UFBA, foi diretor do Departamento Social de Vida Universitária, vice-diretor da Faculdade de Filosofia, professor-adjunto de Antropologia, Chefe do Departamento de História (1968/1984), diretor da Faculdade de Filosofia e Ciências Humanas da UFBA (1974/1975).
Membro do Conselho de Cultura do Estado da Bahia (1968/1975). Vice-reitor da Universidade Federal da Bahia (1980/1984). 
Em 11 de novembro de 1963, tomou posse na Academia de Letras da Bahia e a seguir se tornou seu presidente no biênio 1971-1973   
Faleceu em Salvador em 28 de maio de 2001  

## Trabalhos publicados
Dentre os trabalhos publicados por José Calasans, encontram-se:  
- O Ciclo Folclórico do Bom Jesus Conselheiro (1950)
- Cachaça moça branca (1951)
- A santidade de Jaguaripe (1952)
- Euclides da Cunha e Siqueira de Menezes (1957)
- Os vintistas e a regeneração econômica de Portugal (1959)
- No tempo de Antônio Conselheiro (1959)
- Aracaju, Contribuição à História da Capital de Sergipe
- Antônio Conselheiro e a escravidão (1968)
- Folclore geo–histórico da Bahia e seu recôncavo (1970)
- Antônio Conselheiro, construtor de igrejas e cemitérios (1973)
- Canudos: origem e desenvolvimento de um arraial messiânico (1974)
- A revolução de 30 na Bahia (1980)
- Canudos na literatura de cordel (1984)
- Quase biografia de jagunços (1986)
- Aparecimento e prisão de um Messias (1988)
- Miguel Calmon Sobrinho e sua época (1992)
- Cartografia de Canudos (recueil d’essais sur Canudos, 1997) [2]